# 拉伊半島

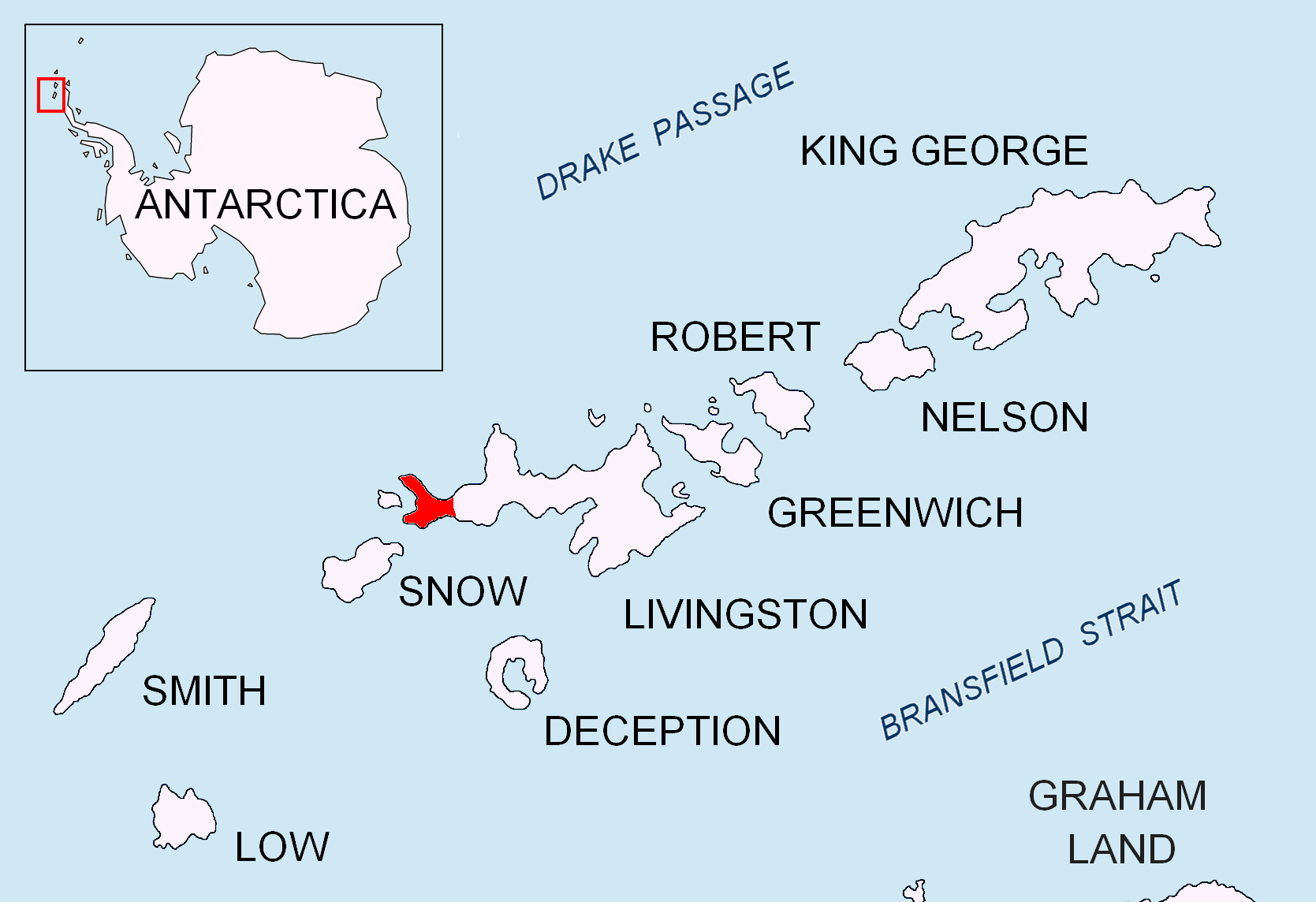

拉伊半島是南極洲的半島，位於南設得蘭群島中利文斯頓島的拜爾斯半島西北部，長7公里、寬2.8公里，處於巴克萊灣和新普利茅斯灣之間。
62°36′00″S 61°08′40″W / 62.60000°S 61.14444°W

## 外部連結
- SCAR Composite Antarctic Gazetteer（页面存档备份，存于）.